# Accords du Caire
Les Accords du Caire sont des accords secrets qui ont été signés le 3 novembre 1969 entre les délégations libanaise et de l'OLP réunies au Caire pour tenter de mettre fin à la crise opposant les mouvements palestiniens, sous l'action des fedayins de l'OLP, et l'armée libanaise. 

## Histoire
Issu des négociations entre Yasser Arafat et le général Emile Boustani, commandant en chef de l'armée libanaise, ce texte instaure un compromis en réaffirmant la souveraineté du Liban tout en légalisant la présence armée des Fedayins palestiniens de l'OLP dans le sud-Liban. 
Cet accord fut par la suite une des causes principales qui amena à la guerre du Liban en 1975.
En juin 1987, le président libanais Amine Gemayel a signé une loi annulant l'Accord du Caire avec l'OLP. La loi abrogeant l'accord a été tout d'abord approuvée par le parlement libanais, le 21 mai 1987, et par la suite signée par le Premier ministre Salim el-Hoss.